# 东京流浪者
《东京流浪者》是一部1966年出品的极道电影，导演铃木清顺。

## 剧情概要
东京犯罪组织仓田组解散了非法部分，转行成为正式的企业。哲也原来是仓田最得力的左右手，一心想吞并仓田的大冢组希望拉他入伙，被哲也拒绝。吉井是仓田最大的债权人，哲也去找吉井，希望以自己的个人信誉帮仓田一把。吉井答应了哲也的要求。大冢强迫吉并转让仓田的债务，杀了吉井。大冢要挟仓田，试图反抗的仓田误杀了向大冢出卖吉井情报的女秘书睦仁，哲也及时赶到救出了仓田，他也成了大冢的眼中钉，在压力下他决定离开，成了一个流浪北方的东京人。
在北方，哲也遇到了朋友和敌人，遇到了来寻找他的千春，但他并没有停下流浪的脚步。而仓田和大冢谈判，大冢提出两家联合共同杀死哲也，仓田最终答应了。东京，大冢和仓田正在逼迫千春子的时候，哲也出现了，他击败了大冢所有的手下和大冢本人，羞愧的仓田自杀而死。哲也告别了深爱着他的千春，再次上路，浪迹天涯。

## 演员表
- 本堂哲也（不死鳥の哲）：渡哲也
- 相沢健次（流れ星の健）：二谷英明
- 辰造（蝮の辰）：川地民夫
- 梅谷：玉川伊佐男
- 千春：松原智恵子
- 敬一：吉田毅
- 倉田：北龍二
- 熊本：長弘
- 大冢：江角英明
- 田中：郷鍈治
- 藤村：木浦佑三
- 音吉：柴田新
- 小柳：玉村駿太郎
- 吉井：日野道夫
- 睦子：浜川智子
- 酒井刑事：伊豆見雄